# Década de 1930 nos Estados Unidos
Esta é uma cronologia da década de 1930 nos Estados Unidos.

## 1930
- 18 de fevereiro: Plutão é descoberto pelo astrônomo americano Clyde Tombaugh no Observatório Lowell, em Flagstaff, Arizona.
- 17 de março: Inicia a construção do edíficio Empire State Building.
- 22 de abril: O Tratado Naval de Londres é assinado entre os Estados Unidos, o Reino Unido, a França, a Itália e o Japão, terminado a Conferência Naval de Londres.[1][2][3]
- 17 de junho: Presidente Herbert Hoover assina a Lei Smoot-Hawley (Smoot-Hawley Tariff Act).[2][4]
- 21 de julho: O Senado dos Estados Unidos ratifica o Tratado Naval de Londres por 58 a 9 votos durante uma sessão especial do Congresso norte-americano.[2][3]
- 5 de novembro: Sinclair Lewis torna-se o primeiro norte-americano a receber o Prêmio Nobel de Literatura.[5]

## 1931
- 3 de março: The Star-Spangled Banner, um poema escrito pelo autor Francis Scott Key em 1814, é adotado pelo ato do Congresso dos Estados Unidos e oficialmente torna-se o hino nacional dos Estados Unidos.[6][7][8][9]
- 17 de março: O Estado de Nevada legaliza o jogo de azar.
- 1 de maio: O Empire State Building, o edifício de 102 andares considerado como uma das estruturas mais altas do mundo, é inaugurado oficialmente na cidade de Nova Iorque.[6][10]
- 23 de outubro: O premiê francês Pierre Laval começa a visitar a Washington, DC por dois dias.[11]

## 1932
- 4 de fevereiro: Começam os Jogos Olímpicos de Inverno em Lake Placid, Nova Iorque.
- 15 de fevereiro: Terminam os Jogos Olímpicos de Inverno em Lake Placid, Nova Iorque.
- 1 de março: O filho do aviador Charles Lindbergh e da escritora Anne Morrow Lindbergh, Charles August Lindbergh Jr, é sequestrado em Hopewell, Nova Jérsei.[12]
- 3 de março: O Congresso dos Estados Unidos aprova a Vigésima Emenda da Constituição dos Estados Unidos.[12]
- 12 de maio: Charles August Lindbergh Jr, filho do aviador Charles Lindbergh, é encontrado morto pela polícia em um bosque perto de Princeton, Nova Jérsei.[7][12]
- 20 de maio: Amelia Earhart desembarca em Derry, Irlanda do Norte após 14 horas e 56 minutos de voo de Newfoundland, tornando-se a primeira mulher a voar sozinha sobre o Oceano Atlântico.[13][14]
- 27 de junho: A Convenção do Partido Democrata, realizada em Chicago, escolhe o governador de Nova Iorque, Franklin D. Roosevelt como candidato à presidência dos Estados Unidos.[13]
- 8 de novembro: É realizada a eleição presidencial. Franklin D. Roosevelt é eleito Presidente dos Estados Unidos.[15][16][17]

## 1933
- 6 de fevereiro: A Vigésima Emenda da Constituição dos Estados Unidos é ratificada, mudando o Dia de Posse Presidencial (Inauguration Day) de 4 de março para 20 de janeiro.[18]
- 15 de fevereiro: Um imigrante italiano, Giuseppe Zangara, tenta assassinar o presidente-eleito Franklin D. Roosevelt, em Miami, Flórida.[17][19][20]
- 4 de março: Franklin D. Roosevelt toma posse como o 32° Presidente dos Estados Unidos.[17][21][22]
- 5 de março: Presidente Franklin D. Roosevelt ordena quatro dias de um feriado bancário no país, dando início à implementação do New Deal.[17]
- 9 de março: O Ato de Emergência Bancária (Emergency Banking Relief Act) é aprovada pelo Congresso dos Estados Unidos.[17][23][24]
- 12 de maio: A Administração de Ajuste Agropecuário (Agricultural Adjustment Administration) é aprovada pelo Congresso dos Estados Unidos.[25][26] A Lei Federal de Ajuda de Emergência (Federal Emergency Relief Act) é assinada, criando a Administação Federal de Ajuda de Emergência (Federal Emergency Relief Administration).[25][26]
- 16 de novembro: Os Estados Unidos reconhecem a União Soviética.[27]
- 5 de dezembro: A Vigésima-Primeira Emenda da Constituição dos Estados Unidos é ratificada, terminando a Lei Seca no país.[28][29]

## 1934
- 2 de fevereiro: O Export-Import Bank of the United States, a agência de créditos oficial do governo federal, é criado pelo presidente Franklin D. Roosevelt.[30][31]
- 23 de maio: Clyde Barrow e sua parceira Bonnie Parker são mortos numa emboscada montada pela polícia dos Texas Rangers, na Paróquia de Bienville, Luisiana.[32][33]
- 6 de junho: A Comissão de Títulos e Câmbio dos Estados Unidos (United States Securities and Exchange Commission) é criada pela Lei de Mercado de Capitais (Securities and Exchange Act of 1934).[34][35]
- 19 de junho: Presidente Franklin D. Roosevelt assina a Lei das Comunicações de 1934, que cria o órgão regulador da área de telecomunicações dos Estados Unidos, a Federal Communications Commission.[35]
- 22 de julho: Um ladrão de bancos, John Dillinger, é morto a tiro pelos agentes federais em Chicago.[36][37]
- 6 de agosto: Tropas norte-americanas são retiradas do Haiti.[38]
- 29 de dezembro: O Japão renúncia ao Tratado Naval de Washington de 1922 e ao Tratado Naval de Londres de 1930.

## 1935
- 2 de janeiro: Inicia o julgamento de Bruno Hauptmann, o assassino do filho do aviador Charles Lindbergh, em Flemington, Nova Jérsei.[39]
- 11 de janeiro: Amelia Earhart torna-se a primeira pessoa a fazer um voo solo do Havaí à Califórnia.
- 6 de maio: A Administração de Progresso de Trabalho (Work Progress Administration) é criada pela ordem executiva do presidente Franklin D. Roosevelt.[40][41]
- 5 de julho: Presidente Franklin D. Roosevelt assina o Ato de Relações Trabalhistas Nacionais (National Labor Relations Act).[42]
- 15 de agosto: Presidente Franklin D. Roosevelt assina o Ato de Segurança Social (Social Security Act).[42]
- 31 de agosto: A primeira Lei de Neutralidade é aprovada pelo Congresso dos Estados Unidos.[15]
- 14 de fevereiro: Bruno Hauptmann, o assassino do filho do aviador Charles Lindbergh, é condenado à morte.[43]

## 1936
- 29 de fevereiro: A segunda Lei de Neutralidade é aprovada pelo Congresso dos Estados Unidos.[15]
- 25 de março: A França, a Reino Unido e os Estados Unidos assinam o Segundo Tratado Naval de Londres.[27][44]
- 3 de abril: Bruno Hauptmann, acusado de sequestrar e matar o filho do aviador Charles Lindbergh, é executado em Nova Iorque.
- 3 de agosto: O atleta Jesse Owens conquista a medalha de ouro na prova dos 100 metros rasos, nos Jogos Olímpicos de Verão.
- 7 de agosto: Os Estados Unidos declaram neutralidade na Guerra Civil Espanhola.[27]
- 14 de agosto: A Seleção de Basquetebol Masculino dos Estados Unidos conquista a primeira medalha de ouro dos Jogos Olímpicos de Verão em Berlim, Alemanha após derrotar o Canadá por 19 a 8.
- 3 de novembro: É realizada a eleição presidencial. Franklin D. Roosevelt é reeleito Presidente dos Estados Unidos.[15]

## 1937
- 8 de janeiro: Entra em vigor a terceira Lei de Neutralidade (Neutrality Act).[45]
- 19 de janeiro: O milionário Howard Hughes estabelece um recorde de voo transcontinental ao voar de Los Angeles à Nova Iorque em 7 horas e 28 minutos e 25 segundos.
- 20 de janeiro: Presidente Franklin D. Roosevelt começa seu segundo mandato.[46][47]
- 1 de maio: A terceira Lei de Neutralidade é aprovada pelo Congresso dos Estados Unidos e assinada pelo presidente Franklin D. Roosevelt.[15][48]
- 2 de agosto: O Ato Fiscal da Maconha de 1937 (Marihuana Tax Act of 1937) é aprovada pelo Congresso dos Estados Unidos.[49]
- 12 de dezembro: A canhoneira da Marinha dos Estados Unidos USS Panay é atacada e afundada pelos aviões japoneses na costa chinesa, deixando três passageiros mortos e 43 feridos.[27][50][51][52]

## 1938
- 25 de junho: A Lei de Padrões Justos de Trabalho (Fair Labor Standards Act) é aprovada pelo Congresso dos Estados Unidos, estabelecendo o salário mínimo de 25 centavos de dólar por hora, oito horas de trabalho por dia e o fim do trabalho infantil.[53][54][55]
- 24 de outubro: O salário mínimo (minimum wage) é estabelecido pela lei norte-americana.
- 30 de outubro: Uma adaptação para o rádio do romance de ficção-científica, A Guerra dos Mundos (The War of the Worlds), de H.G. Wells, dirigida por Orson Welles, é transmitida em Nova Iorque, causando pânico na população do país, que achou que a Terra estava realmente sendo invadida por extraterrestres.[56][57][58]
- 13 de novembro: Francisca Xavier Cabrini, a primeira cidadã norte-americana proclamada uma santa católica conhecida como a Madre Cabrini, é beatificada.[59]

## 1939
- 3 de abril: Os Estados Unidos reconhecem a Espanha nacionalista.[51]
- 14 de abril: Presidente Franklin D. Roosevelt envia uma carta aos dois ditadores, Adolf Hitler e Benito Mussolini sobre um apelo à  paz na Europa.[60][61]
- 30 de abril: A Feira Mundial de Nova Iorque de 1939-40 (1939 New York World's Fair) é aberta pelo Presidente Franklin D. Roosevelt.[62]
- 2 de agosto: Albert Einstein escreve uma carta ao Presidente Franklin D. Roosevelt sobre o desenvolvimento de uma bomba atômica.[63]
- 24 de agosto: Presidente Franklin D. Roosevelt e o Papa Pio XII fazem um apelo à paz na Europa.
- 3 de setembro: SS Athenia torna-se o primeiro navio britânico a ser afundado pelo submarino alemão na Segunda Guerra Mundial, matando 112 passageiros entre eles 28 norte-americanos.[64][65]
- 5 de setembro: Os Estados Unidos declaram neutralidade na Segunda Guerra Mundial.[27][51]
- 4 de novembro: Presidente Franklin D. Roosevelt assina a quarta Lei de Neutralidade.[51][66]